# フライングフィッシュ号
フライングフィッシュ号（フライングフィッシュごう）は広島県福山市と鳥取県米子市・島根県松江市を結んでいた高速バスである。基本的に全便マイクロバス（日野・リエッセ）で運行される珍しい路線である。愛称は、島根県の県魚に指定されているトビウオ（英：Flyingfish）から。
全便予約制だが、席は自由席。当日空席があれば予約無しでも乗車可能。

## 歴史
- 1990年（平成2年）8月10日：中国バス・日ノ丸自動車の2社により福山・油木・東城～米子間で運行開始[1]。当初は2往復で[1]、大部分が一般道経由であった。
- 1994年（平成6年）：日ノ丸自動車が撤退（予約・発券業務は継続）。1往復に減便。
- 1997年（平成9年）7月12日：岡山自動車道経由福山～米子間に変更。山陰・夢みなと博覧会開催にあわせ、開催期間中の期間限定で米子終点を境港まで延長。
- 2001年（平成13年）9月21日：路線延長により福山～米子・松江間となる。
- 2006年（平成18年）12月22日：旧・中国バスの事業廃止により、同社担当便を新・中国バス（両備ホールディングスの100%子会社）に移管。
- 2012年（平成24年）5月16日：米子・松江側の予約受付業務を、日ノ丸自動車高速予約センター（鳥取県米子市）から中国バス高速予約センター（広島県福山市）に移管[2]。
- 2015年（平成27年）9月30日：クロスウェイエクスプレスとの統合により廃止。

## 運行会社
- 中国バス

## 予約・発券上の注意
- 1往復全便予約制だが、席は自由席。当日空席があれば予約無しでも乗車可能。
- 米子・松江側の事業者が参入していないため、米子・松江には予約・発券窓口がない。このため、米子・松江側の予約はインターネット予約、または中国バスで対応し、発券はコンビニエンスストア、または乗車時に車内で行われる。

## 運行経路および停車停留所
太字は停車停留所。広島県内及び鳥取県内 - 島根県内での相互の乗降はできない。
- 平成大学（平成車庫） - 千田入口 - 福山駅前 - 国道2号 - 入船町 - 国道2号 - 千間土手東 - 国道182号 - 広尾 - 国道182号 - 福山東IC - 山陽自動車道 - 岡山自動車道 - 中国自動車道 - 米子自動車道 - 米子IC - 国道431号 - 皆生観光センター - 国道9号 - 米子駅 - 米子西IC - 山陰自動車道 - 松江中央IC - 松江駅 - 松江しんじ湖温泉駅
  - 高梁SA・蒜山高原SAで休憩。

## 運行回数
- 昼行1往復

## 車内設備
- 3列シート（車両によって4列の場合有）
- トイレ（多客期のみ）

## 車両
- 基本的に全便マイクロバス（日野・リエッセ）で運行されるため、トイレはない。
- 多客期は、親会社の両備ホールディングスから移籍したエアロクイーン3が使用されることもある。